# 胡利娅·桑切斯
胡利娅·桑切斯（西班牙語：Julia Sánchez，1930年1月28日—2001年12月19日），秘鲁女子田径运动员，主攻短跑。她曾代表秘鲁参加1951年泛美运动会田径比赛，获得女子100米金牌，成为首位获得泛美运动会该小项冠军的选手。